# Ullevi
Das Ullevi-Stadion ist ein Fußballstadion mit Leichtathletikanlage in der schwedischen Stadt Göteborg. Es hat mit 43.200 Zuschauerplätzen bei Fußball- und Leichtathletikveranstaltungen und rund 59.000 Plätzen bei Konzerten und ähnlichen Veranstaltungen nach der Friends Arena das zweitgrößte Fassungsvermögen der schwedischen Stadien. Dabei entfallen 25.000 Stehplätze auf den Rasen und die Leichtathletikanlage.

## Geschichte
Das von Fritz Jaenecke und Sten Samuelsson konstruierte Stadion wurde als Nya Ullevi (deutsch Neues Ullevi) zur Fußball-Weltmeisterschaft 1958 in Schweden eingeweiht; mittlerweile wurde der Name in Ullevi geändert. 1958 wurde hier das Halbfinalspiel zwischen Deutschland und Schweden ausgetragen (1:3), außerdem das Spiel um den dritten Platz zwischen Frankreich und Deutschland (6:3).
Bei der Fußball-Europameisterschaft 1992 fand unter anderem auch das Finale zwischen Dänemark und Deutschland statt, welches Dänemark 2:0 gewann. 1995 wurden die Leichtathletik-Weltmeisterschaften und 2006 die Leichtathletik-Europameisterschaften im Ullevi-Stadion ausgetragen. Im August 2017 war das Ullevi das Hauptstadion der FEI Europameisterschaften in vier Pferdesportdisziplinen.
2005 wurde ein Umbau des Stadions abgeschlossen, bei dem die Zuschauerkapazität auf die oben angegebenen Werte verringert wurde. Nach dem Abriss des alten Gamla Ullevi (deutsch Altes Ullevi) im Jahr 2007 trugen bis zur Fertigstellung des gleichnamigen neuen Fußballstadions Anfang 2009 die Vereine IFK Göteborg und GAIS ihre Heimspiele hier aus, doch bei Spitzenspielen oder Stadtderbys, spielen die Mannschaften im Ullevi. Selten finden auch Spiele der schwedischen Fußballnationalmannschaft statt. Die Eröffnungsfeier und das Endspiel des alljährlichen Jugend-Fußballturniers Gothia Cup werden hier ausgetragen.
In der UEFA Europa League 2023/24 trug der BK Häcken seine Heimspiele im Ullevi aus, da die Bravida Arena nicht den Anforderungen der UEFA entsprach.
Den Zuschauerrekord hält vor dem Umbau ein Konzert von Bruce Springsteen 1985 mit 64.312 Personen, nach dem Umbau ein U2-Konzert mit 60.099 Personen 2009. Am 22. August 2015 spielten Metallica vor über 60.000 Menschen im Ullevi das größte Metal-Konzert, das je in Schweden stattgefunden hat.

## Galerie

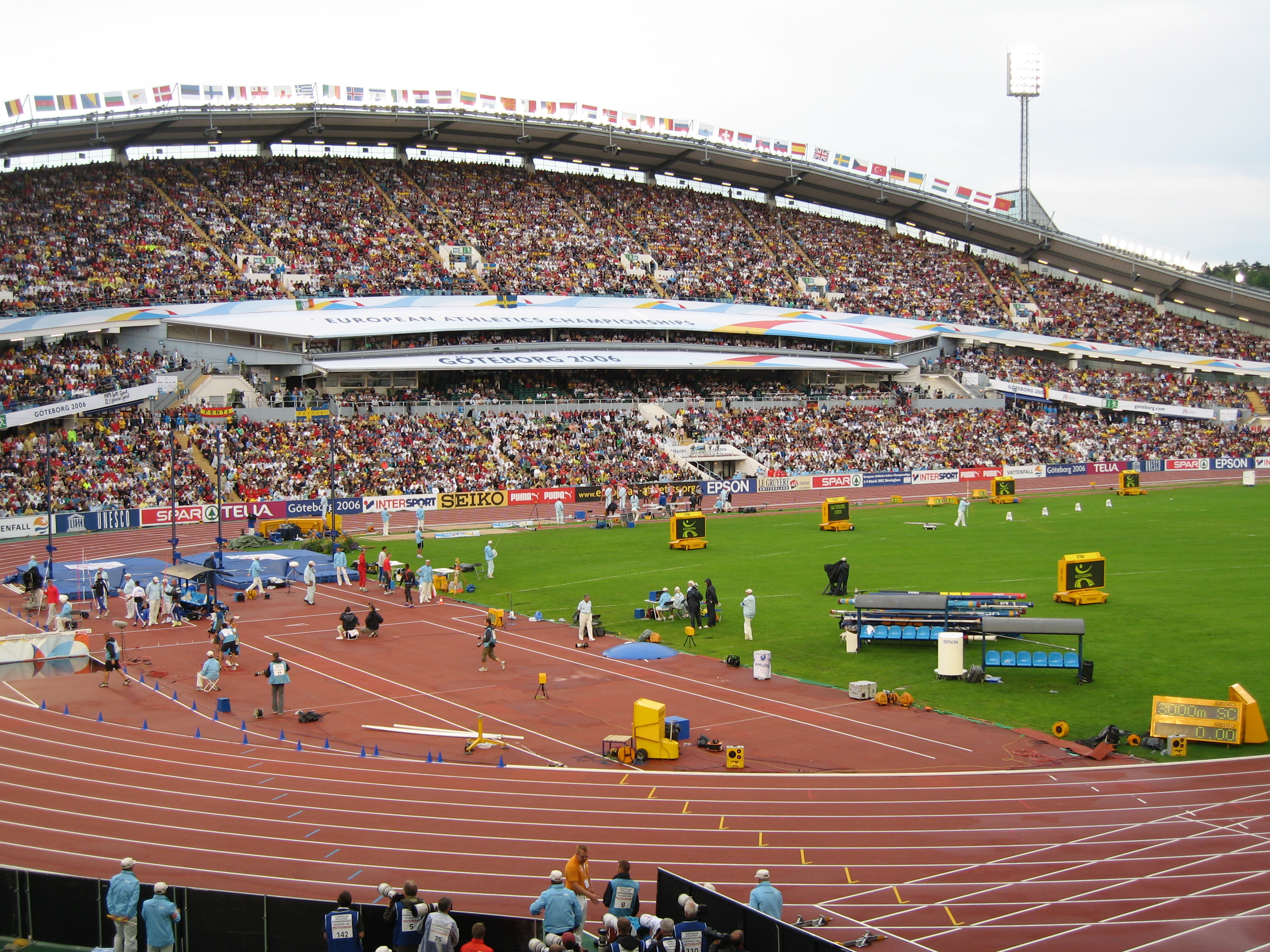
Stadion während der Leichtathletik-Europameisterschaften 2006
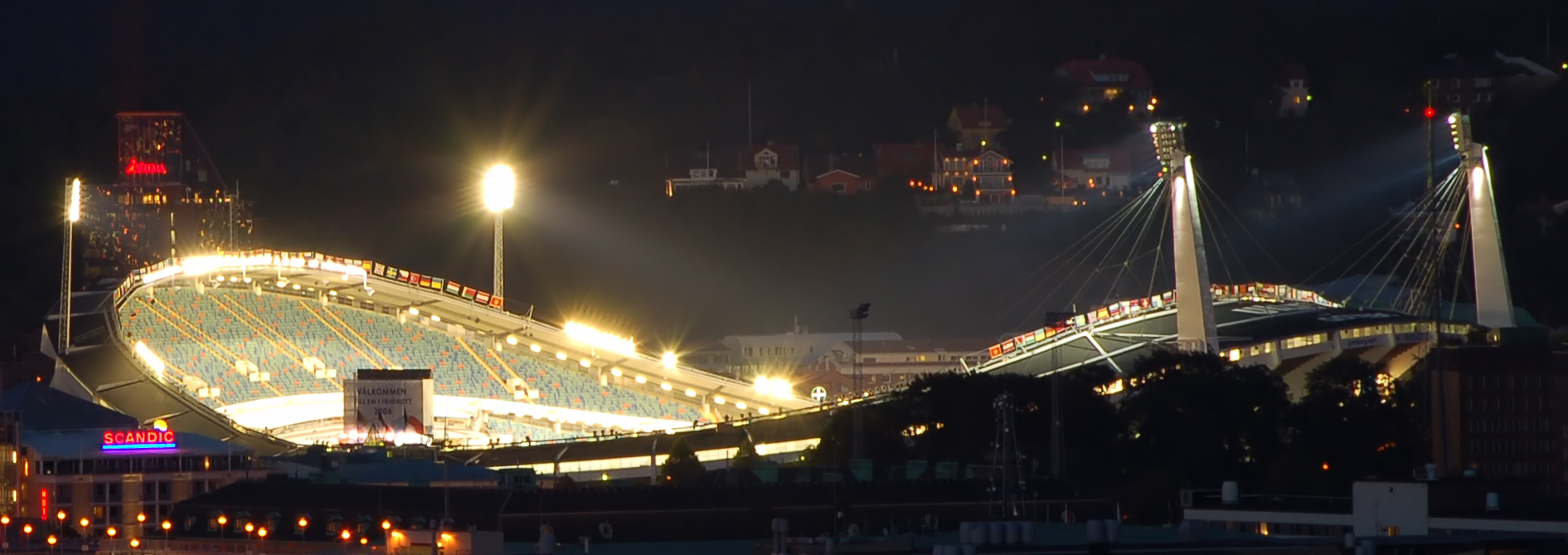
Ullevi-Stadion unter Flutlicht
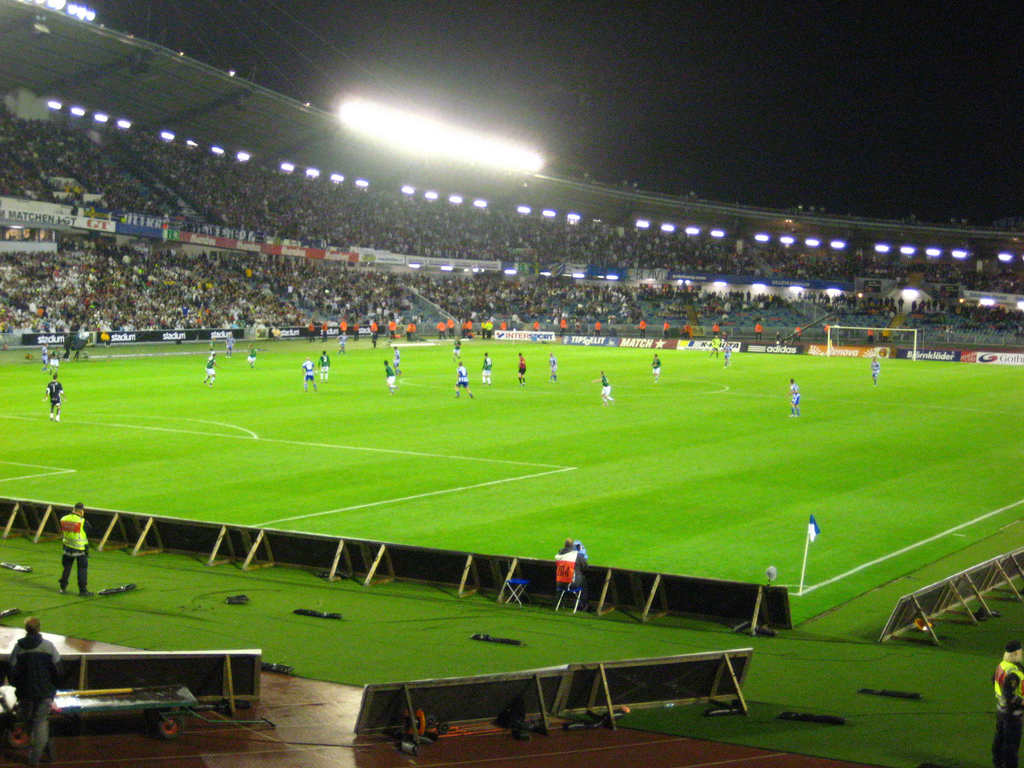
Das Lokalderby IFK gegen GAIS im September 2008

## Trivia
Bei dem Konzert von Bruce Springsteen im Sommer 1985 wurde das Ullevi durch die von den tanzenden Rockfans verursachten Schwingungen erheblich beschädigt. Die Erschütterungen waren seinerzeit noch in 400 Meter entfernten Wohngebäuden zu spüren.